# Pruské
Pruské (deutsch Pruskau oder Prußkau, ungarisch Poroszka – bis 1902 Pruszka) ist eine Gemeinde in der Westslowakei. Sie liegt im Waagtal am Fuße der Weißen Karpaten, 5 km von Ilava und 25 km von Trenčín entfernt.

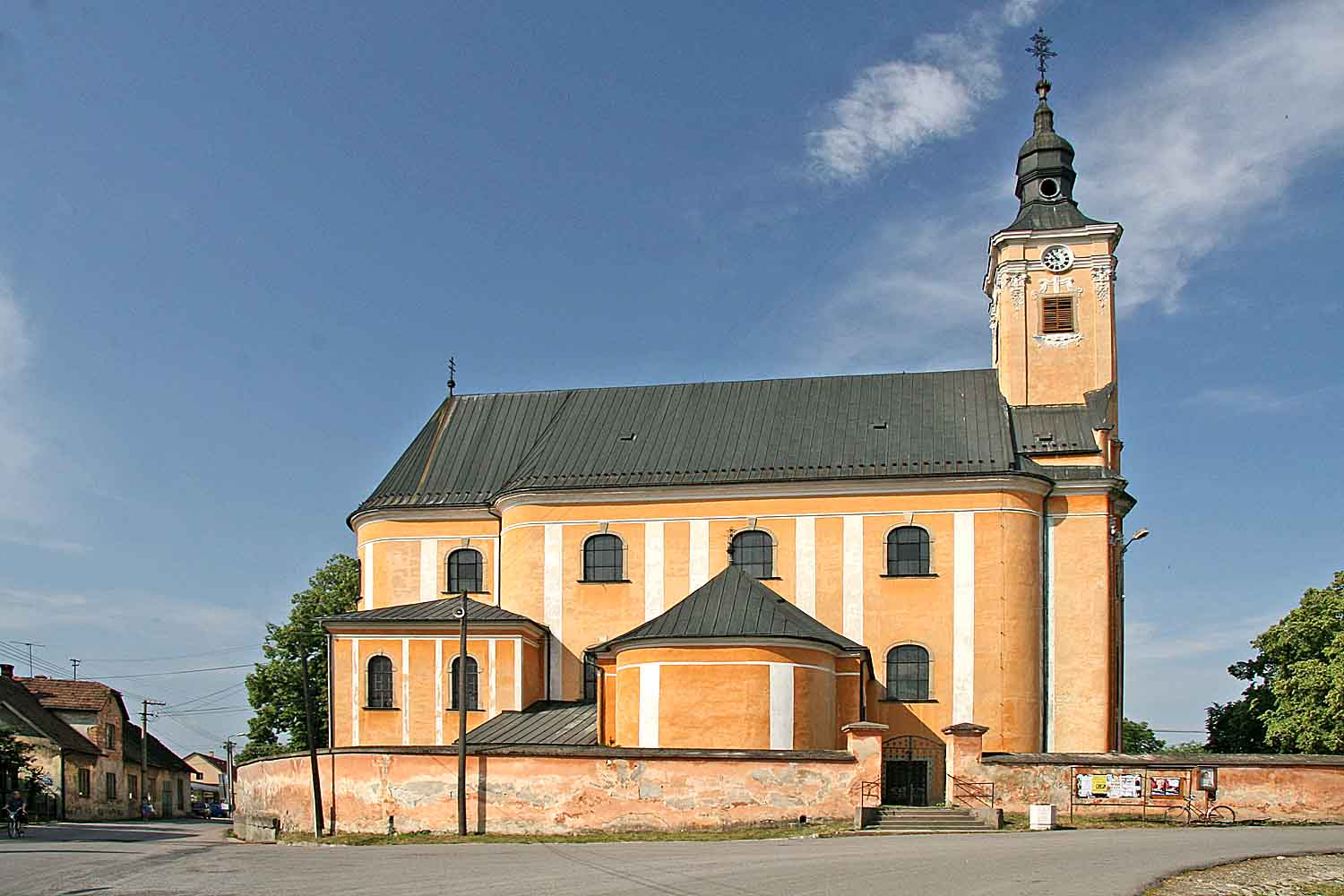
Kirche der Hl. Peter und Paul in Pruské

Die älteste erhaltene Erwähnung stammt aus dem Jahr 1244, als terra Pruska. Der Name (wörtlich „preußisch“) stammt von den ersten Siedlern der Gemeinde, die aus Schlesien und Preußen kamen. Im Ort gibt es ein Kastell aus dem 16. Jahrhundert, eine franziskanische Kirche aus dem 17. Jahrhundert und eine römisch-katholische Kirche aus dem 18. Jahrhundert.
1973 kam es zur Eingemeindung von Savčina-Podvažie und Bohunice (bis 1999), 1979 kamen noch Krivoklát und Vršatské Podhradie hinzu. Letztere wurden bereits 1990 wieder selbstständige Gemeinden.
Neben dem Hauptort gliedert sich die Gemeinde auch in die Ortsteile Podvažie und Savčina (1973 als Doppelort Savčina-Podvažie eingemeindet).

## Bevölkerung
| Jahr                | 1994 | 2004     | 2014    | 2024    |
| ------------------- | ---- | -------- | ------- | ------- |
| Anzahl der Personen | 2685 | 2088     | 2244    | 2290    |
| Unterschied         |      | −22,23 % | +7,47 % | +2,04 % |

| Jahr                | 2023 | 2024    |
| ------------------- | ---- | ------- |
| Anzahl der Personen | 2299 | 2290    |
| Unterschied         |      | −0,39 % |